# Athamanta della-cellae
Athamanta della-cellae là một loài thực vật có hoa trong họ Hoa tán. Loài này được Asch. & Barneby ex E.A.Durand & Barratte mô tả khoa học đầu tiên năm 1910.